# Insenatura di Boccherini
L'insenatura di Boccherini è un'insenatura larga circa 30 km all'imboccatura e lunga 33, situata nella costa dell'isola Alessandro I, al largo della Terra di Palmer, in Antartide. L'insenatura, che si estende in direzione nord-sud nella costa meridionale della penisola Beethoven e la cui superficie è completamente ricoperta dai ghiacci della piattaforma glaciale Bach, si trova in particolare tra il duomo Bennett, a ovest, e la penisola Shostakovich, a est, e in essa si gettano, tra gli altri, i ghiacciai Arensky e Alyabiev.

## Storia
L'insenatura di Boccherini è stata fotografata dal cielo già durante la spedizione antartica di ricerca svolta nel 1947-48 e comandata da Finn Rønne, ed è stata delineata più dettagliatamente nel 1960 da D. Searle, cartografo del British Antarctic Survey (al tempo ancora chiamato "Falkland Islands Dependencies Survey", FIDS), sulla base di fotografie aeree scattate durante tale spedizione; infine è stata così battezzata dal Comitato britannico per i toponimi antartici in onore del compositore italiano Luigi Boccherini.